# John L. Throckmorton

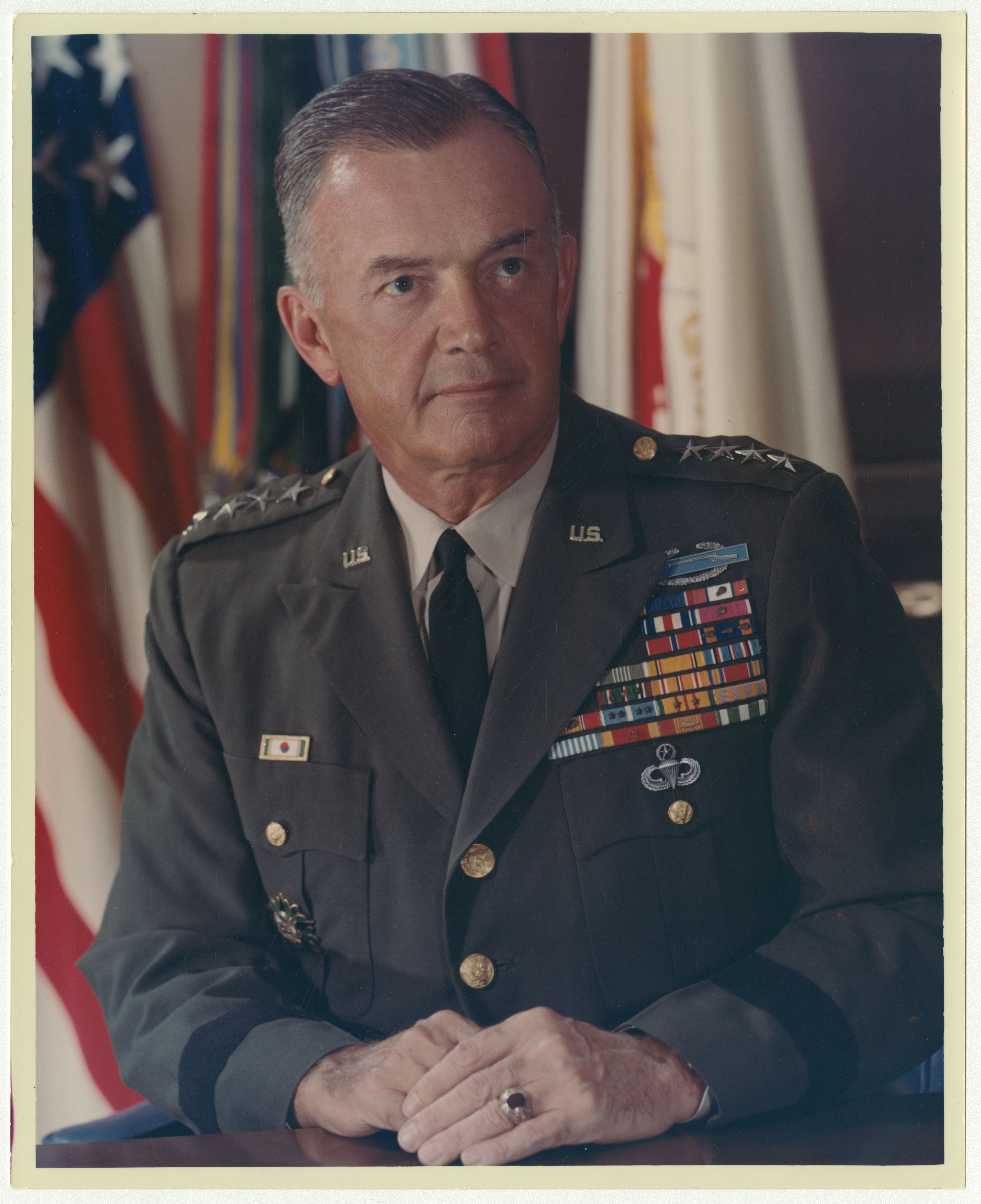
General John L. Throckmorton

John Lathrop Throckmorton (* 28. Februar 1913 in Kansas City, Missouri; † 13. Februar 1986 in Washington, D.C.) war ein US-amerikanischer General der US Army, der unter anderem 1967 Kommandierender General des XVIII. Luftlandekorps (XVIII Airborne Corps), von 1967 bis 1969 Kommandierender General der Dritten US-Armee (Third US Army) sowie zuletzt zwischen 1969 und 1973 Oberkommandierender des US-Angriffskommandos STRICOM (US Strike Command) beziehungsweise des US-Bereitschaftskommandos (US Readiness Command) war.

## Leben
John Lathrop Throckmorton, Sohn von Russell Conwell Throckmorton und dessen Ehefrau Ruth Amarette Bullene Throckmorton, begann nach dem Besuch der Culver Military Academy 1931 eine Offiziersausbildung an der US Military Academy in West Point, die er am 12. Juni 1935 mit einem Bachelor of Science (B.Sc.) abschloss. Im Anschluss wurde er als Leutnant der Infanterie übernommen und fand in der Folgezeit verschiedene Verwendungen. Während des Zweiten Weltkrieges war er zwischen 1943 und 1946 als Offizier in der G3-Abteilung der Ersten US-Armee (First US Army) auf dem europäischen Kriegsschauplatz eingesetzt und nach seiner Rückkehr von 1946 bis 1949 Instrukteur der Taktik-Abteilung an der US Military Academy. Im Anschluss war er zwischen 1949 und 1950 Kommandeur eines auf Hawaii stationierten Bataillons des 5. Infanterieregiments(5th Infantry Regiment) und nahm als Kommandeur der Kampftruppen dieses Regiments von 1950 und 1951 am Koreakrieg teil.
Nach dem Koreakrieg besuchte Throckmorton das National War College (NWC) in Fort Lesley J. McNair und war im Anschluss zwischen 1956 und 1959 Kommandant der Kadetten der US Military Academy, ehe er von 1959 bis 1960 als stellvertretender Kommandierender General der 101. Luftlandedivision (101st Airborne Division) fungierte. Daraufhin war er von 1960 bis 1962 Sekretär des Generalstabes beim Chef des Generalstabes des Heeres (Chief of Staff of the Army) und löste am 7. Juli 1962 Generalmajor Theodore J. Conway als Kommandierender General (Commanding General) der 82. Luftlandedivision (82nd Airborne Division) ab. Auf diesem Posten verblieb er bis zum 1. Februar 1964, woraufhin Generalmajor Robert H. York seine Nachfolge antrat. Danach übernahm er zu Beginn des Vietnamkrieges zwischen 1964 und 1965 den Posten als stellvertretender Kommandeur des Oberkommandos der US-Streitkräfte in Vietnam MACV (Military Assistance Command, Vietnam) und war somit Stellvertreter von General William Westmoreland.
Nach seiner Rückkehr fungierte John L. Throckmorton zwischen 1965 und 1966 als stellvertretender Kommandeur der Heeresreserve (US Army Reserve) sowie 1967 als Kommandierender General des XVIII. Luftlandekorps (XVIII Airborne Corps). Am 1. August 1967 wurde Generalleutnant Throckmorton Nachfolger von Generalleutnant Louis W. Truman als Kommandierender General der Dritten US-Armee (Third US Army) und bekleidete diese Funktion bis zum 31. Juli 1969, woraufhin Generalleutnant Albert O. Connor seine Nachfolge antrat. Zuletzt übernahm General Throckmorton 1969 als Nachfolger von General Theodore J. Conway den Posten als Oberkommandierender des US-Angriffskommandos STRICOM (US Strike Command), das 1972 in US-Bereitschaftskommando (US Readiness Command) umbenannt wurde. 1973 schied er aus dem aktiven Militärdienst aus und wurde von General Bruce Palmer abgelöst.
Nach seinem Eintritt in den Ruhestand ließ er sich in Fayetteville in North Carolina nieder. Aus seiner am 16. Oktober 1937 geschlossenen Ehe mit Regina Theresa Higgins gingen vier Söhne hervor. Nach seinem Tode wurde er auf dem Nationalfriedhof Arlington beigesetzt.

## Auszeichnungen
Auswahl der Dekorationen, sortiert in Anlehnung der Order of Precedence of Military Awards:
- Distinguished Service Cross (Vereinigte Staaten)
- Army Distinguished Service Medal (3 ×)
- Silver Star
- Legion of Merit (2 ×)
- Bronze Star